# ハインリヒ2世 (リンブルフ公)
ハインリヒ2世（Heinrich II., 1111年ごろ - 1167年8月）は、リンブルフ公（在位：1139年 - 1167年）およびアルロン伯（在位：1147年 - 1167年）。下ロートリンゲン公ヴァルラム2世とゲルデルン伯ゲルハルト1世の娘ユッタ・フォン・ヴァッセンベルクの息子。父より公爵としてリンブルフを継承したが、ドイツ王コンラート3世はハインリヒに下ロートリンゲン公位を与えるのを拒否した。それにもかかわらず、ハインリヒは公爵の位を用い続けた。

## 生涯
ハインリヒは最初下ロートリンゲン公領を失うことを拒否し、1140年に新しく下ロートリンゲン公となったゴットフリート7世を攻撃したが、敗北を喫した。ゴットフリート7世は1142年に死去したが、このときハインリヒはフォークモン領主との戦いに専念しており、下ロートリンゲン公領に対する権利を主張しなかった。
1147年、弟ヴァルラムが子供ないないまま死去したため、ハインリヒがアーロン伯領を継承した。コンラート3世は下ロートリンゲン公領の代わりにハインリヒに領地を与える約束を確認し、ハインリヒとコンラート3世は和解した。しかし、ハインリヒはその年の第2回十字軍には参加しなかった。ハインリヒは、コンラート3世の跡を継いで王位についたフリードリヒ1世の戴冠式に出席した。
当時、ハインリヒはルクセンブルク伯ハインリヒ4世と戦っていた。アンデンヌの町は占領され、完全に略奪されて焼き払われた。その後、ハインリヒはルーヴェン伯ゴドフロワ3世とも争ったが、1155年には和解した。ハインリヒの娘マルガレーテは、後にゴドフロワ3世と結婚した。
ハインリヒ2世は皇帝フリードリヒ1世のイタリア遠征に参加したが、そのさなかの1167年にローマで伝染病にかかり死去した。

## 結婚と子女
最初にザッフェンベルク伯アドルフ1世の娘マティルデと結婚し、以下の子女をもうけた。
- ハインリヒ3世（1140年頃 - 1221年） - リンブルフ公[1]
- マルガレーテ（1135年 - 1172年） - ルーヴェン伯ゴドフロワ3世（下ロートリンゲン公ゴットフリート8世）と結婚[1]

2度目にフランドル伯ティエリー・ダルザスの娘ローレット（1131年頃 - 1170年）と結婚した。ローレットはハインリヒ2世の死後、ヴェルマンドワ伯ラウル1世と結婚した。